# 62 Pułk Piechoty (austro-węgierski)
Węgierski Pułk Piechoty Nr 62 (niem. Ungarisches Infanterieregiment Nr. 62) – pułk piechoty cesarskiej i królewskiej Armii.

## Historia pułku
Pułk kontynuował tradycje pułku utworzonego w 1798 roku. 
Okręg uzupełnień nr 62 Târgu Mureș (węg. Marosvásárhely, niem. Neumarkt am Mieresch na terytorium 12 Korpusu.
W swojej historii nosił między innymi następujące imię:
- 1856–1868 – Erzherzog Heinrich,
- 1868–1913 – Ludwig Prinzregent v. Bayern,
- 1913–1918 – Ludwig III. König v. Bayern.

Kolory pułkowe:  zielony (grasgrün), guziki srebrne. Skład narodowościowy w 1914 roku 49% – Węgrzy, 46% – Rumunii.
W 1873 roku sztab pułku stacjonował w Gyulafehérvárze, batalion zapasowy oraz batalion uzupełnień w Marosvásárhely.
W 1903 roku komenda pułku razem z 1. i 4. batalionem stacjonowała w Wiedniu, 2. batalion w Marosvásárhely, a 3. batalion w Hainburgu nad Dunajem.
W latach 1904–1914 komenda pułku razem z 2. i 3. batalionem stacjonowała w Kolożwarze, 4. batalion w Marosvásárhely, a 1. batalion podlegał dyslokacjom: 1904–1905 – Kolożwar, 1906–1909 – Banja Luka, 1910–1914 – Vlasenica.
W 1914 roku pułk wchodził w skład 35 Dywizji Piechoty.
W czasie I wojny światowej pułk walczył z Rosjanami w Galicji. W maju 1915 roku w okolicach Pilzna i Tarnowa. Żołnierze pułku są pochowani m.in. na cmentarzach wojennych nr: 223 w Brzostku, 225 w Brzostku i 160 w Tuchowie.

## Komendanci pułku
- 1873 – płk Joseph Krźisch
- 1903 – płk Lorenz Sermonet
- 1904–1906 – płk Josef Franz
- 1907–1909 – płk Alfred Edl. v. Stiotta
- 1910–1912 – płk Rudolf Ritt. v. Willerding
- 1913–1914 – płk Josef Engerlein